# 南城乡
南城乡，是中华人民共和国河北省邯郸市复兴区下辖的一个乡镇级行政单位。

## 行政区划
南城乡下辖以下地区：
东南城村、南城村、中南城村、西南城村、北南城村、前北城村、北城村、中北城村、西北城村、安河村、任庄村、东陆开村、西陆开村、后羌村、前羌村、孟洼村、前塔村、后塔村、北谷驼村、前史村、中史村、后史村、东河口村、中河口村和西河口村。